# Спірово (Лодєйнопольський район)
Спірово (рос. Спирово) — присілок у Лодєйнопольському районі Ленінградської області Російської Федерації.
Населення становить 2 особи. Належить до муніципального утворення Альоховщинське сільське поселення.

## Історія
Згідно із законом від 20 вересня 2004 року № 63-оз належить до муніципального утворення Альоховщинське сільське поселення.

## Населення
| 1910 | 1927 | 1958 | 1997 | 2007 | 2010 | 2014 |
| ---- | ---- | ---- | ---- | ---- | ---- | ---- |
| 94   | ↗114 | ↘51  | ↘7   | ↘4   | ↘2   | ↘0   |
| 2015 | 2016 |      |      |      |      |      |
| ↗2   | →2   |      |      |      |      |      |